# Соуза, Эд
Э́двард Со́уза-Не́то (англ. Edward Souza-Neto, более известный как Эд Со́уза; 22 сентября 1921, Фолл-Ривер, Массачусетс — 19 мая 1979, Уоррен, Род-Айленд, США) — американский футболист, нападающий, участник чемпионата мира 1950 года.

## Карьера

### Клубная
Эд Соуза играл на позиции нападающего за клуб «Понта Дельгада». В 1947 году он стал обладателем Открытого Кубка США после победы в финале над командой «Чикаго Спарта». Вместе с Эдом за клуб «Понта Дельгада» играл его однофамилец и коллега по сборной Джон Соуза. В первом из двух финальных матчей Джон забил один мяч, а Эд отличился дважды, тем самым обеспечив своему клубу победу.

### В сборной
Эд начал выступления за сборную в июле 1947 года, дважды выйдя на поле в матчах Кубка Северной Америки. Через год участвовал в матче против сборной Италии на Олимпийских играх 1948 года. В 1950 году в составе национальной сборной США он принял участие в чемпионате мира в Бразилии, где сыграл лишь в двух матчах сборной. Дебютный матч Эда Соузы на мировом первенстве стал для сборной США особенным: в этой встрече в Белу-Оризонти американцы добились сенсационной победы 1:0 над англичанами. Однофамилец Эда и его коллега по сборной Джон Соуза также присутствовал на поле.
После чемпионата мира Эд выходил на футбольное поле в футболке национальной сборной ещё дважды. Всего за карьеру в сборной Эд Соуза провёл 8 матчей и забил 3 гола.
| Матчи Эда Соузы за сборную США | Матчи Эда Соузы за сборную США | Матчи Эда Соузы за сборную США | Матчи Эда Соузы за сборную США | Матчи Эда Соузы за сборную США | Матчи Эда Соузы за сборную США | Матчи Эда Соузы за сборную США        |
| ------------------------------ | ------------------------------ | ------------------------------ | ------------------------------ | ------------------------------ | ------------------------------ | ------------------------------------- |
| №                              | Дата                           | Место проведения               | Соперник                       | Счёт                           | Голы                           | Турнир                                |
| 1                              | 13 июля 1947                   | Гавана, Куба                   | Мексика                        | 0:5                            | -                              | Кубок Северной Америки по футболу1947 |
| 2                              | 20 июля 1947                   | Гавана, Куба                   | Куба                           | 2:5                            | 1                              | Кубок Северной Америки по футболу1947 |
| 3                              | 2 августа 1948                 | Лондон, Англия                 | Италия                         | 0:9                            | -                              | Олимпийские игры 1948                 |
| 4                              | 26 сентября 1948               | Нью-Йорк, США                  | Израиль                        | 3:1                            | 2                              | Товарищеский матч                     |
| 5                              | 29 июня 1950                   | Белу-Оризонти, Бразилия        | Англия                         | 1:0                            | -                              | Чемпионат мира 1950                   |
| 6                              | 2 июля 1950                    | Ресифи, Бразилия               | Чили                           | 2:5                            | -                              | Чемпионат мира 1950                   |
| 7                              | 30 апреля 1952                 | Глазго, Шотландия              | Шотландия                      | 0:6                            | -                              | Товарищеский матч                     |
| 8                              | 10 января 1954                 | Мехико, Мексика                | Мексика                        | 0:4                            | -                              | Отбор к ЧМ 1954                       |

Итого: 8 матчей, 3 гола; 2 победы, 0 ничьих, 6 поражений.
В 1976 году он был принят в Зал Американской Футбольной Славы наряду с другими игроками сборной образца 1950 года.
Умер в мае 1979 года в городе Уоррене штата Род-Айленд.